# 森重政 (旗本)
森 重政（もり しげまさ）は、戦国時代の武将、江戸時代の旗本。

## 生涯
1581年（天正9年）、森可政の長男として生まれる。羽柴秀吉傘下の黄母衣衆に所属していた父と同様に秀吉に従っていたが、可政は秀吉配下の頃から既に徳川家康にも接近しており、秀吉が亡くなると程なくして可政に従い家康配下へと転じる。
1612年（慶長17年）に可政が森忠政の招きで美作国津山藩へと赴く際に、正式に家督を譲られ、可政の所領2360石のうち1860石を相続した。石高が3000石に満たないものの、特別に守名乗りを許されていたり、老中から直々に伝令を受けることもあるなど、幕府からの信任も厚かった。
寛永10年5月7日（1633年6月13日）死去。享年53。遺体は美濃国瑞應山南泉寺に葬られた。
可政-重政-重継と連なる旗本森家の宗家は次郎家と呼ばれ1860石、後に重継の次男森正剰が300石を分地して才兵衛家を興し、以後は1560石の旗本として幕末まで存続する。
次男、半左衛門の興した半十郎家は当初は森家宗家に仕えるが後に浪人、次郎家に身を寄せる。その後、半十郎（5代）が館林藩主時代の徳川綱吉の元に仕官し、綱吉の将軍就任に伴って幕臣へと取り立てを受けるが、跡を継いだ一学が乱心したため、6代で断絶した。

## 年表
※日付＝旧暦
- 1581年（天正9年）　生誕
- 1591年（天正19年）　可政と共に初めて徳川家康に拝謁する。
- 1600年（慶長5年）　長男、重継誕生。同年の関ヶ原の戦いには出馬せず。
- 1606年（慶長11年）　江戸において江戸幕府2代将軍徳川秀忠に拝謁。
- 1609年（慶長14年）　森伊豆守を称する。
- 1612年（慶長17年）　可政の美作出向によって家督を譲られる。2360石の内、1860石を領する。
- 1622年（元和8年）　幕府御使番に任じられる。
- 1626年（寛永3年）　将軍秀忠上洛に供奉。
- 1630年（寛永7年）　老中酒井忠勝、土井利勝、酒井忠世から肥後国の動向を報じられる。
- 同年　　　　　　　　　　江戸幕府3代将軍徳川家光に拝謁。
- 1631年（寛永8年）　再び幕府御使番に任じられる。
- 1632年（寛永9年）1月25日　永井尚政・酒井忠勝・土井利勝・酒井忠世、重政に昨日、秀忠が死したことを報じる。
- 1632年（寛永9年）5月7日　 死去。享年53。